# آنا غيلبرت
آنا غيلبرت (بالإنجليزية: Anna Gilbert)‏ هي مغنية وكاتبة غنائية أمريكية، ولدت في 1982 في يوجين في الولايات المتحدة.

## وصلات خارجية
- الموقع الرسمي